# كلنكوة رفيعة الأوراق
كلنكوة رفيعة الأوراق (الاسم العلمي:Kalanchoe angustifolia) هي نوع من النباتات تتبع جنس الكلنكوة من الفصيلة الكرسولية.